# Rupia afghana
La rupia è stata la valuta dell'Afghanistan fino al 1925. Prima del 1891 circolavano rupie d'argento accanto a falus di rame e mohur d'oro. I tre metalli non avevano un rapporto fisso tra loro e le diverse regioni coniavano monete proprie.
Nel 1891 fu introdotta una nuova moneta, basata sulla rupia di Kabul. La rupia era suddivisa in 60 paisa, ognuno di 10 dinar. Le altre monete comptrendevano lo shahi di 5 paisa, il sanar di 10 paisa, l'abbasi di 20 paisa, il qiran di 30 paisa ed il tilla ed in seguito l'amani, entrambi dal valore di 10 rupie. La rupia fu sostituita nel 1925 dall'afghani.

## Monete
Prima del 1891 l'unica moneta di rame era il falus. Venivano coniate monete d'argento da 1/12, 1/8, 1/6 1/4, 1/3, 1/2, 1 e 2 rupie accanto al timasha. Inoltre venivano emesse monete d'oro in ashrafi, tilla e da 1 e 2 mohur.
Dopo il 1891 furono coniate monete in bronzo, ottone e rame nei valori di 1, 5, 10, 15 e 20 paisa. In argento furono coniate monete da 10 e 20 paisa, da 1/2, 1, 2½ e 5 rupie, accanto alla monete d'oro da 5, 10, 20 e 50 rupie.

## Banconote
Nel 1919 furono introdotte banconote dai tagli di 1, 5, 10, 50 e 100 rupie.